# Солнечное сельское поселение (Марий Эл)
Солнечное сельское поселение — муниципальное образование (сельское поселение) в составе Советского района Марий Эл Российской Федерации. Административный центр поселения — посёлок Солнечный.

## История
Статус и границы сельского поселения установлены Законом Республики Марий Эл от 18 июня 2004 года № 15-З «О статусе, границах и составе муниципальных районов, городских округов в Республике Марий Эл».

## Численность населения поселения
| 2010  | 2011  | 2012  | 2013  | 2014  | 2015  | 2016  |
| ----- | ----- | ----- | ----- | ----- | ----- | ----- |
| 2912  | ↘2903 | →2903 | ↘2858 | ↘2840 | ↘2703 | ↘2659 |
| 2017  | 2018  | 2019  | 2020  | 2021  | 2023  |       |
| ↘2589 | ↘2573 | ↘2521 | ↘2503 | ↘1514 | ↘1485 |       |

## Состав сельского поселения
В состав сельского поселения входят четыре посёлка:
| № | Населённый пункт | Тип населённого пункта          | Население |
| - | ---------------- | ------------------------------- | --------- |
| 1 | Голубой          | посёлок                         | 428       |
| 2 | Луговой          | посёлок                         | 44        |
| 3 | Солнечный        | посёлок, административный центр | 1317      |
| 4 | Ясный            | посёлок                         | 982       |

В 2023 года упразднён посёлок  Зелёная роща.